# 中川昌美
中川 昌美（なかがわ まさみ、1932年9月7日 - 2001年3月9日）は、日本の物理学者。専門は素粒子論。学位は、理学博士（名古屋大学）。 元名城大学理工学部教授。三重県出身。
坂田学派と呼ばれる坂田昌一の弟子の一人。1962年、坂田昌一、牧二郎とともに、ニュートリノ振動を提唱した（ポンテコルボ・牧・中川・坂田行列(PMNS行列) ）ことで知られる。

## 経歴
- 1955年 名古屋大学理学部物理学科卒業
- 1960年 名古屋大学大学院理学研究科博士課程修了
- 1960年 名古屋大学理学部物理学科助手
- 1970年 名城大学理工学部教授
- 2001年 白血病のため死去[1]。

## 著書
- 1980年 ハイゼンベルク形式による量子力学（訳書、講談社）
- 1980年 素粒子の複合模型（共著、岩波書店）